# Aranc
Aranc is een gemeente in het Franse departement Ain (regio Auvergne-Rhône-Alpes). Aranc telde op 1 januari 2022 329 inwoners.

## Geografie
De oppervlakte van Aranc bedroeg op 1 januari 2022 21,65 vierkante kilometer; de bevolkingsdichtheid was toen 15,2 inwoners per km².
De onderstaande kaart toont de ligging van Aranc met de belangrijkste infrastructuur en aangrenzende gemeenten.

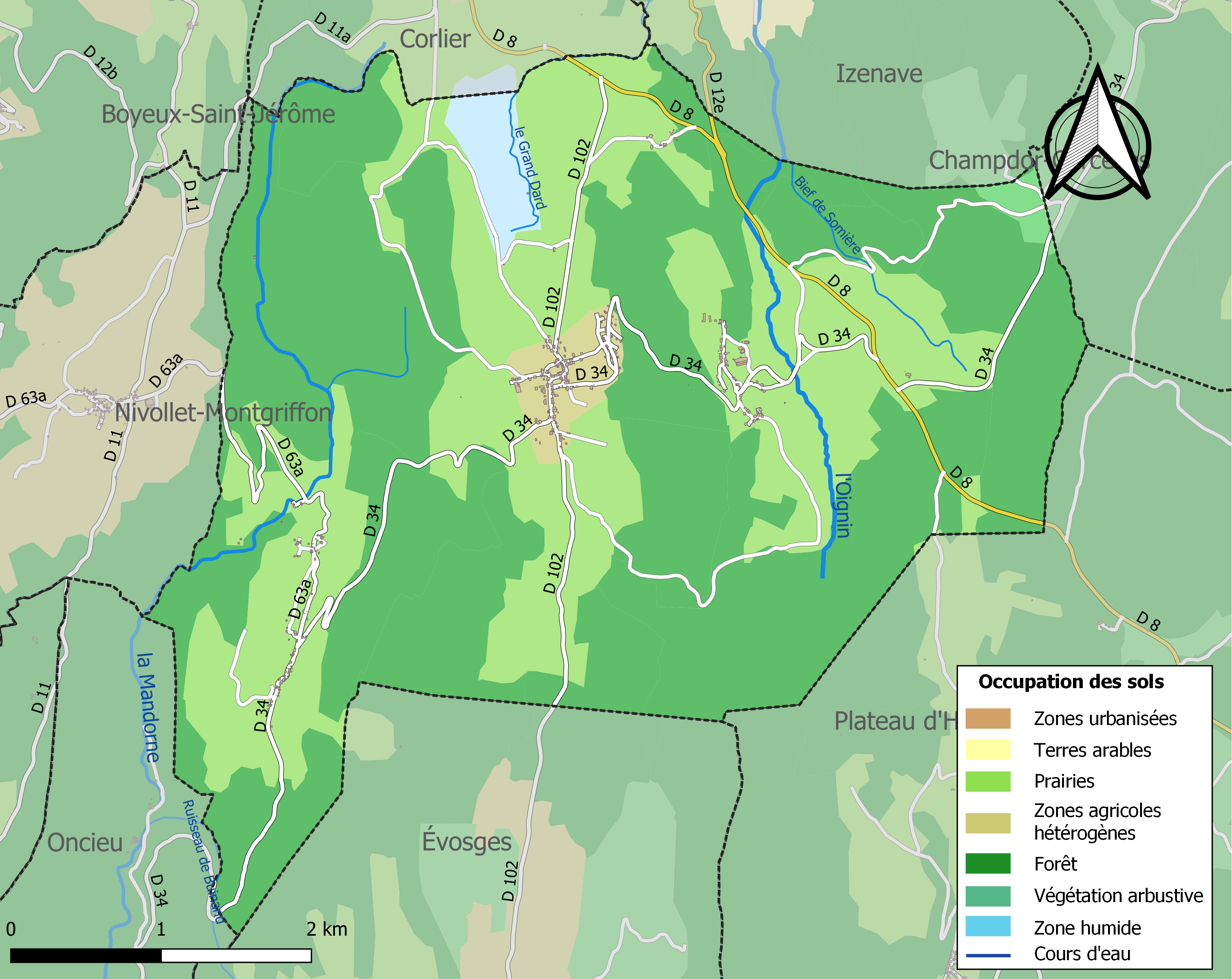

## Demografie
Onderstaande figuur toont het verloop van het inwoneraantal van Aranc vanaf 1968. De cijfers zijn afkomstig van het Frans bureau voor statistiek en bevatten geen dubbel getelde personen (zoals studenten en militairen).
Vanwege een beveiligingsprobleem met de MediaWiki Graph-software is het momenteel niet mogelijk deze grafiek weer te geven. Zodra de software is bijgewerkt zal de grafiek vanzelf weer zichtbaar worden.